# J. Mallory McCree
Jamal Mallory McCree (* 1. Januar 1986 in Detroit, Michigan) ist ein US-amerikanischer Schauspieler.

## Leben und Karriere
Jamal Mallory McCree stammt aus Detroit, im US-Bundesstaat Michigan. Er hat einen Bachelor of Fine Arts von der Mason Gross School of the Arts der Rutgers University. Seit 2009 ist McCree als Schauspieler aktiv. Seine erste Rolle spielte er bei einem Gastauftritt in der Serie Law & Order. Es folgten zunächst Auftritte in Kurz- und Fernsehfilmen, ehe er 2012 als Derek Johnson im Film Recreator – Du wirst repliziert zu sehen war. Erste Schauspielerfahrungen sammelte er in New York am Broadway und am Off-Broadway.
In Serien wie Blue Bloods – Crime Scene New York, Law & Order: Special Victims Unit, Show Me a Hero oder Code Black verbuchte er weitere Gastrollen. Von 2015 bis 2016 war McCree als Charlie Price in der Serie Quantico zu sehen. von 2016 bis 2017 folgte eine Nebenrolle als Sekhou Bah in der sechsten Staffel von Homeland, bevor die Rolle des Cole in Marvel’s The Defenders folgte.
McCree ist mit Angela Lewis verlobt, die ebenfalls als Schauspielerin aktiv ist.

## Filmografie (Auswahl)
- 2009: Law & Order (Fernsehserie, Episode 19x15)
- 2011: We Need to Talk About Kevin
- 2011: Real Talk (Kurzfilm)
- 2012: Dark Horse (Fernsehfilm)
- 2012: Recreator – Du wirst repliziert (CLONED: The Recreator Chronicles)
- 2013: The Last Keepers
- 2013: Blue Bloods – Crime Scene New York (Blue Bloods, Fernsehserie, Episode 4x08)
- 2013: Black Nativity
- 2014: Sugar (Kurzfilm)
- 2015: Show Me a Hero (Mini-Serie, 2 Episoden)
- 2015: Code Black (Fernsehserie, Episode 1x06)
- 2015–2016: Quantico (Fernsehserie, 6 Episoden)
- 2016: Law & Order: Special Victims Unit (Fernsehserie, Episode 17x13)
- 2016: From Nowhere
- 2016–2017: Homeland (Fernsehserie, 4 Episoden)
- 2017: StartUp (Fernsehserie, 4 Episoden, Stimme)
- 2017: Marvel’s The Defenders (Fernsehserie, 3 Episoden)
- 2017: Who We Are Now
- 2018: The Last Ship (Fernsehserie, 5 Episoden)
- 2019–2021: Good Trouble (Fernsehserie, 14 Episoden)
- 2021: Them (Fernsehserie, 2 Episoden)
- 2022: Grey’s Anatomy (Fernsehserie, Episode 18x11)